# Thereva analis
Thereva analis är en tvåvingeart som beskrevs av Krober 1912. Thereva analis ingår i släktet Thereva och familjen stilettflugor. Inga underarter finns listade i Catalogue of Life.